# Фольбортит

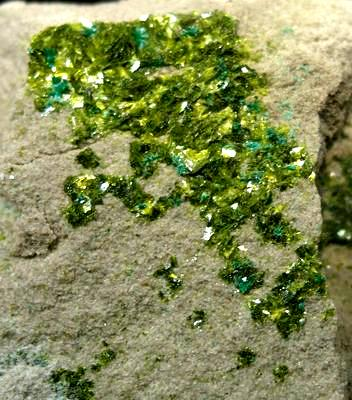
Фольбортит

Фольборти́т (англ. volborthite; нім. Volborthit m) — мінерал, водний ванадат міді. Назва походить від прізвища російського геолога і палеонтолога Олександра Фольборта (Г. Гесс, 1837). Синоніми — кнауфіт, узбекіт.

## Опис
Хімічна формула:
- 1. За Є. К. Лазаренком: Cu3[VO4]2•3H2O.
- 2. За «Fleischer's Glossary» (2004): Cu3V2O7(OH)2•2H2O.

Склад у відсотках (з Ферганської долини, Середня Азія): CuO — 44,69; V2O5 — 37,71; H2O — 13,37.
Домішки: SiO2, CaO, інші.
Сингонія моноклінна. Утворює тонковолокнисті аґреґати, кірочки, дитригональні зростки, кулясті скупчення, іноді кристали у вигляді шестикутних лусочок. Спайність досконала. Густина 3,4—3,8. Твердість 3,5—4,0. Колір від темно- до блідо-зеленого. Блиск скляний до перламутрового. Асоціює з карнотитом.

## Поширення
Знайдений у Сисертському родовищі на Уралі (Нижній Тагіл, Росія), у Ферганській долині (Узбекистан), Фрідріхсроде (Тюрингія, ФРН), Річардсоні (штат Юта, США). Рідкісний вторинний мінерал.

## Різновиди
Розрізняють:
- фольбортит вапнистий (тангеїт);
- фольбортит сибірський (фольбортит з родовищ Уралу);
- фольбортит туркестанський (колоїдно-дисперсний різновид тангеїту).